# شونتا ناكامورا
شونتا ناكامورا (باليابانية: 中村 駿太) (مواليد 10 مايو 1999) هو لاعب كرة قدم ياباني.

## وصلات خارجية
- شونتا ناكامورا على موقع رابطة كرة القدم اليابانية للمحترفين (اليابانية)
- شونتا ناكامورا على موقع قاعدة بيانات كرة القدم.إي يو (الإنجليزية)
- شونتا ناكامورا على موقع Soccerway.com (الإنجليزية)
- شونتا ناكامورا على موقع عالم كرة القدم.نت (الإنجليزية)